# Oleg Logvin
Oleg Nikolàievitx Logvin (Олег Николаевич Логвин) (Minsk, 23 de maig de 1959) va ser un ciclista rus que competí representant la Unió Soviètica.
Va guanyar una medalla d'or a la prova en contrarelotge per equips als Jocs Olímpics d'estiu de Moscou de 1980, i també dues medalles als Campionats del món de la mateixa prova. Només va córrer professionalment de 1989 a 1992.

## Palmarès
- 1980
  -  Medalla d'or als Jocs Olímpics de Moscou en Contrarellotge per equips (amb Serguei Xelpakov, Anatoli Iarkin i Iuri Kaixirin
  - 1r a l'Olympia's Tour i vencedor de 2 etapes
  - Vencedor d'una etapa a la Volta a la Baixa Saxònia
- 1982
  - Vencedor de 2 etapes a la Milk Race
- 1992
  - 1r a la Porto-Lisboa
  - Vencedor d'una etapa al Gran Premi Internacional Costa Azul

### Resultats a la Volta a Espanya
- 1986. Abandona